# México en los Juegos Centroamericanos y del Caribe
México en los Juegos Centroamericanos y del Caribe está representado por el Comité Olímpico Mexicano; Es el único país que ha participado de manera ininterrumpida desde la primera edición en Ciudad de México 1926. Es el primer país en ser sede en cuatro ocasiones (1926, 1954, 1990 y 2014).
La primera participación de deportistas mexicanos se produjo en la primera edición como local en Ciudad de México, en donde se obtuvo un total de 67 medallas: 25 de oro, 24 de plata y 18 de bronce. Se destaca como una de las potencias de la región, junto con Cuba, ya que sus mejores actuaciones fueron las trece ediciones en las que concluyó en la primera posición del medallero.
Desde entonces las delegaciones mexicanas han participado en las 24 ediciones realizadas y acumulan un total de 4212 medallas: 1509 de oro, 1443 de plata y 1279 de bronce. Luego de San Salvador 2023 se ubica en el segundo lugar histórico del medallero de 37 comités participantes, solo por debajo de Cuba.

## Delegación
Para los XXI Juegos Centroamericanos y del Caribe, México contó con una delegación de 681 deportistas que participaron en 45 disciplinas deportivas.

## Medallero histórico
| Año   | País                               | Sede                       | Posición | Oro   | Plata | Bronce | Total |
| ----- | ---------------------------------- | -------------------------- | -------- | ----- | ----- | ------ | ----- |
| 1926  | Bandera de México                  | Ciudad de México           | 1/3      | 24    | 24    | 18     | 66    |
| 1930  | Bandera de Cuba                    | La Habana                  | 2/9      | 12    | 18    | 10     | 40    |
| 1935  | Bandera de El Salvador             | San Salvador               | 1/9      | 37    | 20    | 21     | 78    |
| 1938  | Bandera de Panamá                  | Ciudad de Panamá           | 1/11     | 24    | 32    | 16     | 72    |
| 1946  | Bandera de Colombia                | Barranquilla               | 1/13     | 26    | 22    | 28     | 76    |
| 1950  | Bandera de Guatemala               | Ciudad de Guatemala        | 1/14     | 43    | 24    | 26     | 93    |
| 1954  | Bandera de México                  | Ciudad de México           | 1/12     | 47    | 42    | 35     | 124   |
| 1959  | Bandera de Venezuela               | Caracas                    | 1/12     | 52    | 37    | 42     | 132   |
| 1962  | Bandera de Jamaica                 | Kingston                   | 1/15     | 37    | 25    | 26     | 88    |
| 1966  | Bandera de Puerto Rico             | San Juan                   | 1/18     | 38    | 23    | 22     | 83    |
| 1970  | Bandera de Panamá                  | Ciudad de Panamá           | 2/21     | 38    | 46    | 40     | 124   |
| 1974  | Bandera de la República Dominicana | Santo Domingo              | 2/23     | 26    | 30    | 26     | 82    |
| 1978  | Bandera de Colombia                | Medellín                   | 2/21     | 25    | 48    | 43     | 116   |
| 1982  | Bandera de Cuba                    | La Habana                  | 2/22     | 29    | 55    | 47     | 131   |
| 1986  | Bandera de la República Dominicana | Santiago de los Caballeros | 2/26     | 40    | 49    | 44     | 113   |
| 1990  | Bandera de México                  | Ciudad de México           | 2/29     | 114   | 101   | 84     | 299   |
| 1993  | Bandera de Puerto Rico             | Ponce                      | 2/31     | 66    | 106   | 68     | 240   |
| 1998  | Bandera de Venezuela               | Maracaibo                  | 2/32     | 61    | 87    | 71     | 219   |
| 2002  | Bandera de El Salvador             | San Salvador               | 1/31     | 138   | 111   | 102    | 351   |
| 2006  | Bandera de Colombia                | Cartagena de Indias        | 2/32     | 107   | 82    | 86     | 275   |
| 2010  | Bandera de Puerto Rico             | Mayagüez                   | 1/31     | 133   | 129   | 122    | 384   |
| 2014  | Bandera de México                  | Veracruz                   | 2/31     | 115   | 106   | 111    | 332   |
| 2018  | Bandera de Colombia                | Barranquilla               | 1/37     | 132   | 118   | 91     | 341   |
| 2023  | Bandera de El Salvador             | San Salvador               | 1/29     | 145   | 108   | 100    | 353   |
| Total | Total                              |                            |          | 1.512 | 1.441 | 1.278  | 4.231 |

## Medallistas
| Evento                |      |      |      | T    | Detalle |
| --------------------- | ---- | ---- | ---- | ---- | --- |
| Ciudad de México 1926 | 24   | 24   | 18   | 67   | Atletismo, 100 metros; Mariano Aguilar Atletismo, 200 metros; Mario Gómez Daza Atletismo, 400 metros; Lucio Itrube Atletismo, 800 metros; Lucio Iturbe Atletismo, 1500 metros; Modesto D. Careaga Atletismo, 5000 metros; Eduardo Quintanar Atletismo, 10,000 metros; Eduardo Quintanar Atletismo, 110 metros con vallas; Armando Díaz Atletismo, 400 metros con vallas; Armando Díaz Atletismo, relevos 4 x 100; Herminio Ahumada, Mario Gómez, Francisco Ramírez y Mariano Aguilar Atletismo, relevos 4 x 400; Alfonso García, Carlos García, Jesús Moralla y Lucio Iturbe Atletismo, salto de altura; Alfonso Stoopen Atletismo, salto de longitud; Alfonso de Gortari Atletismo, lanzamiento de disco; Manuel Guzmán Natación, 100 metros dorso; Luis Scherer Natación, 200 metros pecho; Juan de Icaza Clavados, trampolín de 1 metro; Federico Mariscal Clavados, trampolín de 3 metros; Federico Mariscal Clavados, plataforma de 5 metros; Federico Mariscal Tenis, individual; Alfonso Unda Tenis, dobles; Alfonso Unda y Francisco Gerdes Tiro, duelo; Jesús Fuentes Tiro, guerra; Tirso Hernández Baloncesto; Selección de baloncesto de México (Adolfo Uribe, Silvio Hernández, Elías de la Garza, Rubén López, Rodolfo Choperena, Ernesto López, Roberto Amaro, Enrique Eznaurizar, Roberto de la Vega y Raúl Fernández) Atletismo, 100 metros; Francisco Ramírez Atletismo, 800 metros; Modesto D. Careaga Atletismo, 1500 metros; Francisco Terrazas Atletismo, 5000 metros; Juan Cortés Atletismo, 10,000 metros; M.M. Hernández Atletismo, salto de altura; Francisco Costas Atletismo, lanzamiento de bala; Jesús Aguirre Atletismo, lanzamiento de martillo; Abel Salazar Atletismo, 10,000 metros (carretera); Juventino Guzmán Esgrima, florete; Alfredo Grissi Esgrima, sable; Francisco Valero Natación, 100 metros libre; Luis Scherer Natación, 400 metros libre; Luis Scherer Natación, 1500 metros libre; Manuel Villegas Natación, 200 metros pecho; Antonio Cedillo Natación, relevo 4 x 100; Jorge Herrera, Gregorio Gómez, Ignacio Rodríguez y Luis Scherer Clavados, trampolín de 1 metro; Fausto Lazcano Clavados, plataforma de 5 metros; José Sevilla Tenis, individual; M. Lozano Tenis, dobles; M. Lozano y M. Llano Tiro, precisión 25 metros; Miguel Peralta Tiro, duelo; Quiñones Tiro, guerra; M. Díaz de la Vega Béisbol; Selección de béisbol de México Atletismo, 400 metros; Jesús Moraila Atletismo, 1500 metros; Daniel Eslava Atletismo, 5000 metros; Daniel Eslava Atletismo, 10,000 metros; José Nevares Atletismo, 10,000 metros (carretera); Medardo Sánchez Esgrima, espada; Pedro Mercado Natación, 100 metros libre; Gregorio Gómez Natación, 100 metros dorso; Federico Serrano Natación, 200 metros pecho; Ernesto Serrano Clavados, trampolín de 1 metro; M.A. Casillas Clavados, plataforma de 5 metros; Manuel Villegas Tiro, duelo; P.R. Limón Tenis, individual; M. Llano |
| Total                 | 1235 | 1215 | 1087 | 3537 | |

## Desempeño
México ocupó el primer lugar en la última edición de los Juegos Mayagüez 2010.

### XXI Juegos Centroamericanos y del Caribe Mayagüez 2010
Fuente:
Organización de los XXI Juegos Centroamericanos y del Caribe Mayagüez 2010. 
| Clasificación del País | Clasificación del Total | Deportista       | País   | Disciplina         |   |   |   | Total |
| 1                      | 1                       | Juan Serrano     | México | Tiro con arco      | 8 | 0 | 0 | 8     |
| 2                      | 2                       | Aída Román       | México | Tiro con arco      | 7 | 1 | 0 | 8     |
| 3                      | 3                       | Nuria Diosdado   | México | Nado Sincronizado  | 6 | 0 | 0 | 6     |
| 4                      | 7                       | Isabel Delgado   | México | Nado Sincronizado  | 5 | 0 | 0 | 5     |
| 5                      | 10                      | Hugo Hernández   | México | Tiro               | 4 | 1 | 0 | 5     |
| 6                      | 18                      | Rut Castillo     | México | Gimnasia rítmica   | 3 | 3 | 0 | 6     |
| 7                      | 21                      | Elsa García      | México | Gimnasia artística | 3 | 2 | 0 | 5     |
| 7                      | 21                      | Blas Ruiz        | México | Tiro               | 3 | 2 | 0 | 5     |
| 9                      | 24                      | Denisse Olivella | México | Canotaje           | 3 | 1 | 0 | 4     |
| 10                     | 26                      | Victoria Montero | México | Bádminton          | 3 | 0 | 1 | 4     |